# Danny Roane: First Time Director
Pour plus de détails, voir Fiche technique et Distribution.
Danny Roane: First Time Director est un film américain d'Andy Dick sorti en 2006.

## Synopsis
Acteur de télévision, Danny Roane est peu à peu forcé de s'éloigner des plateaux à cause de ses abus d'alcool. Banni du milieu, il décide de revenir par la grande porte en réalisant son premier film pour le cinéma. 

## Fiche technique
- Réalisation : Andy Dick
- Genre : Comédie
- Année : 2006
- Durée : 83 min
- Origine :  États-Unis

## Distribution
- Andy Dick : Danny Roane
- Frankie Muniz : Lui-même
- Bob Odenkirk : Pete Kesselmen
- Anthony Rapp : Lui-même
- Sara Rue : Charlotte Louis
- Ben Stiller : Lui-même
- Jack Black : Lui-même
- Maura Tierney : Elle-même
- Danny Trejo : Hector
- James Van Der Beek : Lui-même
- Eddie Alfano : Vinnie Carbonarra
- Bob Bancroft : Allen Roane
- Jamie Brown : Candice Sauvigne
- Mo Collins : Deidra Fennigan
- Marshall Cook : Nathan West
- Kevin P. Farley : K.C.
- Kate Flannery : Marla
- Michael Hitchcock : John Imbagliado
- Jimmy Kimmel : Lui-même
- Jason Miller : Charles Brown